# Uránia (keresztnév)
Az Uránia görög mitológiai eredetű női név, jelentése: égi.

## Gyakorisága
Az 1990-es években szórványos név, a 2000-es években nem szerepel a 100 leggyakoribb női név között.

## Névnapok
- május 28.[2]
- augusztus 7.[2]